# I. Rákóczi György
Felsővadászi I. (Öreg) Rákóczi György (Szerencs, 1593. június 8. – Gyulafehérvár, 1648. október 11.) erdélyi fejedelem 1630-tól haláláig. Uralkodása alatt Erdély gazdaságilag és politikailag is megerősödött. Sokat tett a református egyház és iskoláztatás felvirágoztatása érdekében.

## Élete

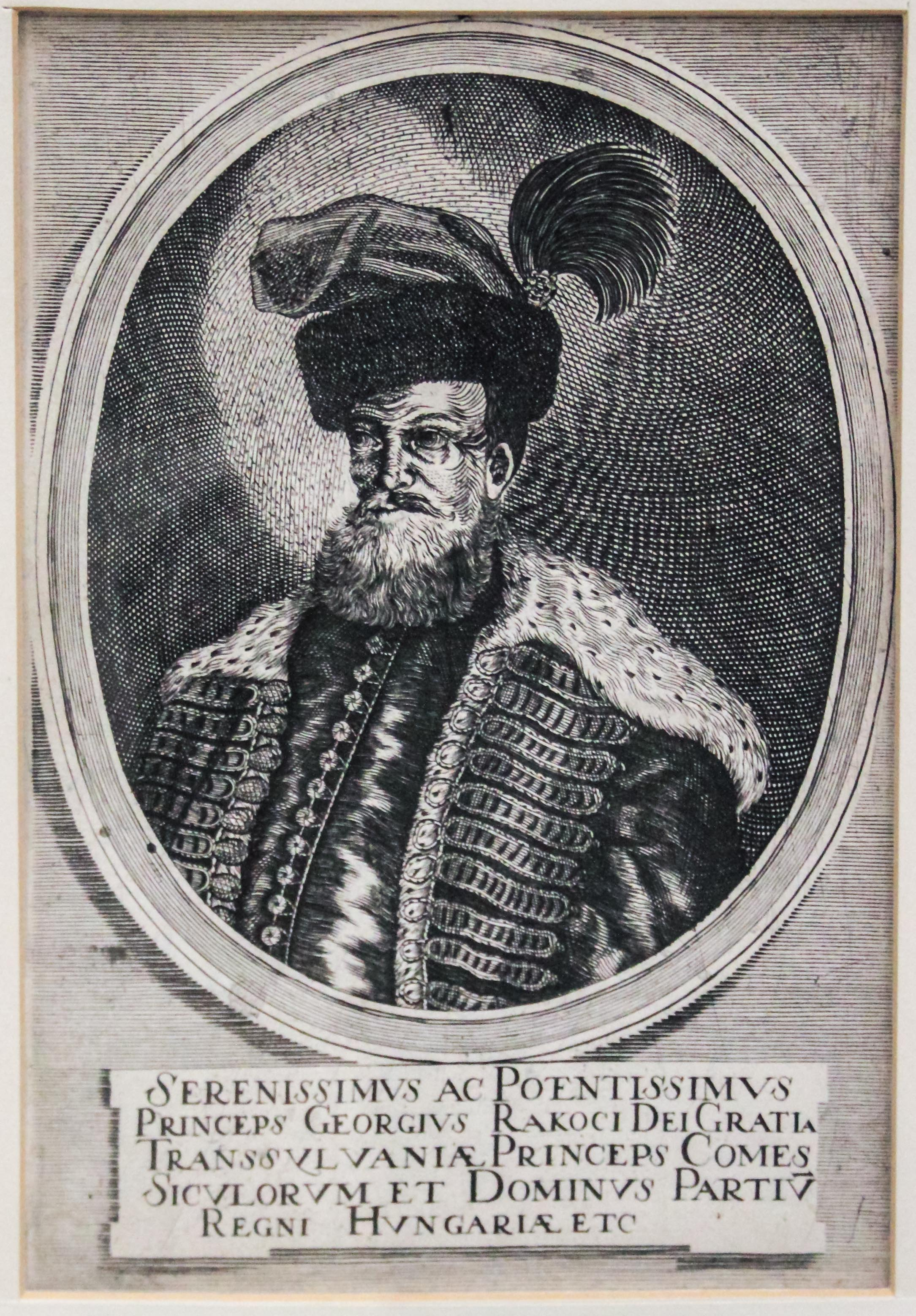
I. Rákóczi György

Édesapja a Rákóczi-ház felemelkedését elindító Rákóczi Zsigmond fejedelem; anyja Rákóczi második felesége, Gerendi Anna volt.
Rákóczi Györgyöt az apja már 1605-ben apródnak adta Bocskai István kassai udvarába, ahol megismerkedett a szintén ott szolgáló 16 éves Báthory Gáborral és a náluk idősebb Bethlen Gáborral. Tanuló- és gyermekéveiről más információk nem állnak rendelkezésre. Bocskai 1606-ban bekövetkezett halála után valószínűleg visszaköltözött apjához, akit az erdélyi rendek ekkor, 1607-ben választották meg erdélyi fejedelemmé. Báthory Gábor fejedelemsége alatt feltehetően magyarországi birtokain tartózkodott, a politikai életben – részben fiatal kora miatt – nem vett részt. 1615-ben Borsod vármegye főispánja, ezek után királyi étekfogó mester és az ónodi vár kapitánya lett. 1616. április 18-án vette feleségül Lorántffy Zsuzsannát, az új feleség hozományaként megkapta a sárospataki uradalmat is, ami a későbbiekben – Munkács mellett – a Rákóczi-birtokok legfontosabbika lett.
1619-ben elsők között csatlakozott Bethlen Gáborhoz, aki többek között az ő támogatására indított azonnali támadást II. Ferdinánd király ellen. A felső-magyarországi rendek kassai gyűlése még ebben az évben Felső-Magyarország kapitányává választották Rákóczit. Bethlen magyarországi hadjárataiban azt a feladatot kapta, hogy biztosítsa az előrenyomuló erdélyi seregek hátországát, de amikor Homonnai Drugeth György túlerőben lévő kozákjaitól vereséget szenvedett, 1619. november 23-án Bethlen felhagyott bécsi ostromával és visszafordult Magyarországra. Leváltotta főkapitányi tisztéből Rákóczit, de kárpótlásul a fejedelmi tanácsnokok sorába emelte. Rákóczi mindvégig kitartott Bethlen mellett. 1625-ben ő kapta a feladatot, hogy Bethlen követeként kérje meg Brandenburgi Katalin kezét, és hozza Erdélybe a fiatal menyasszonyt.
Bethlen halála után Brandenburgi Katalin és a kormányzónak kinevezett idősebb Bethlen István mellett Rákóczi György is esélyes volt a fejedelmi székre, ráadásul őt még a hajdú katonaság is támogatta.
1630. december 1-jén a segesvári országgyűlés választotta fejedelemmé. Visszavette a magánkézre került kincstári birtokokat s megtörte a nagybirtokos főrendek hatalmát, birtokaikat elkobozta, nagy részükkel a Rákóczi-család vagyonát gyarapította. A fejedelmi birtokokra alapozta keménykezű uralmát. 1636-ban Bethlen szövetkezett a budai pasával ellene, de a nagyszalontai csatában Rákóczi legyőzte a törököket.
1644-ben, a harmincéves háború keretében, szövetségben a Svéd Királysággal megindította hadait III. Ferdinánd ellen. A váltakozó sikereket hozó első év után, 1645-ben Munkácson szövetséget kötött XIV. Lajos francia királlyal és Brünn mellett csatlakozott a svéd hadsereghez. A szultán azonban visszaparancsolta Rákóczi hadait a Magyar Királyság keleti részére, így a fejedelem inkább a békekötést választotta. 1645-ben, a linzi békében megkapta Abaúj, Bereg, Borsod, Ung és Zemplén vármegyéket haláláig; Szabolcs és Szatmár vármegyéket pedig fiai is örökölhették. A linzi béke ugyancsak megerősítette a magyarországi protestánsok szabad vallásgyakorlatát és megadta a parasztságnak a szabad templomhasználat jogát, amely megakadályozta, hogy a földesúr, élve kegyúri jogával, a jobbágyaival ellenkező vallású papot helyezzen a település templomába.
Uralma alatt Erdély békében fejlődött: buzgó református volt, feleségével, Lorántffy Zsuzsannával együtt sokat tett egyháza és az iskoláztatás felvirágoztatására, de az ortodoxia szellemében szemben állva a haladóbb puritánus irányzattal s ellenségeként az unitáriusoknak és főleg a szombatosoknak. Ő indíttatta el 1638-ban a szombatosok ellen a dési terminusnak nevezett pert, amelynek során az áttérni nem akarókat fej- és vagyonvesztéssel büntették.
Az ő megbízásából és költségén adták ki 1648-ban az első román nyelvű teljes Újszövetség-fordítást, a Rákóczi-bibliának is nevezett Gyulafehérvári Újszövetséget.
1648. október 11-én hunyt el, a gyulafehérvári székesegyházban nyugszik.

## Szövegkiadások
- Rákóczy és Pázmány; levelezés, okmánytár sajtó alá rend. Szilágyi Sándor; Pfeifer, Pest, 1870
- Okmánytár I. Rákóczy György svéd és franczia szövetkezéseinek történetéhez; szerk., jegyz. Szilágyi Sándor; Akadémia, Bp., 1873 (Magyar történelmi emlékek 1. oszt. Okmánytárak)
- A két Rákóczy György fejedelem családi levelezése. I. Rákóczy György, II. Rákóczy György; szerk. Szilágyi Sándor; Ráth, Bp., 1875
- Okirattár Strassburg Pál 1631–1633-iki követsége és I. Rákóczy György első diplomácziai összeköttetései történetéhez; szerk. Szilágyi Sándor; Akadémia, Bp., 1882 (Magyar történelmi emlékek 1. oszt. Okmánytárak)
- Beke Antal: Pázmány Péter, Lippay György és Eszterházy Miklós levelezése I. Rákóczy Györgygyel; Athenaeum Ny., Bp., 1882
- Levelek és okiratok I. Rákóczy György keleti összeköttetései történetéhez; szerk. Szilágyi Sándor; Knoll, Bp., 1883
- I. Rákóczy György és a porta. Levelek és okiratok; szerk. Beke Antal, Barabás Samu; MTA, Bp., 1888
- I. Rákóczi György birtokainak gazdasági iratai. 1631–1648; sajtó alá rend., bev. Makkai László, szerk. Wittman Tibor; Akadémiai, Bp., 1954
- Molnár Dávid: "...az nagy tengerből való folyóvíznek sebessége...". Kolozsvári unitárius levéltári dokumentumok és nyomtatványok gyűjteménye Bethlen Gábor és I. Rákóczi György fejedelmek korából, 1613–1648; Magyar Unitárius Egyház, Kolozsvár, 2015 (A Magyar Unitárius Egyház Kolozsvári Gyűjtőlevéltárának és Nagykönyvtárának kiadványai)

## Házassága
1616. április 16-án Sárospatakon kötött házasságot Lorántffy Zsuzsannával, Lorántffy Mihály zempléni nagybirtokos és Zeleméri Borbála leányával. Gyermekeik:
- Sámuel (1617–1618. június 27.)
- György (Sárospatak, 1621. január 30.–Nagyvárad, 1660. június 7.)
- Zsigmond (Sárospatak, 1622. július 14.–Fogaras, 1652. február 4.)
- Ferenc (1624–1632)